# Аршеневский, Илья Яковлевич
Илья Яковлевич Аршеневский (1755 — 1820) — русский сановник из рода Аршеневских, тайный советник, сенатор, президент Мануфактур-коллегии (1800—1802). Сын нижегородского губернатора Я. С. Аршеневского, брат смоленского губернатора Н. Я. Аршеневского, дядя дипломата Д. П. Татищева.

## Биография
Родился в 1755 году в родовом имении в Бельском уезде Смоленской губернии. Зачисленный в военную службу 12 января 1760 года, он в 1772 году участвовал в походе в Польше против конфедератов и неоднократно командовал военными отрядами, которые командировались для уничтожения отрядов, собиравшихся под начальством маршала Воврецкого. Впоследствии состоял при генерале Кречетникове во время занятия русскими войсками Белоруссии.
В 1774 году находился при разграничении Польши с Российскою империею, а в 1778 году, состоя капитаном в Астраханском драгунском полку, участвовал в походе на Кубань. Назначенный в 1781 году в главный кригскомиссариат, он был произведён последовательно в полковники, а потом в бригадиры. Переименованный в 1797 году в статские советники, он был определен в Мануфактур-контору.
Состоя в комиссариате в должности обер-кригскомиссара, Аршеневский одновременно заведовал суконными фабриками князя Хованского, вошедшими в ведомство главного комиссариата; на нём же лежало заготовление на армию всех тех вещей, на которые не было подрядов. Состоя старшим членом Мануфактур-конторы, Аршеневский был произведён 13 октября 1798 года в действительные статские советники.
Указом Павла I 5 марта 1800 года он был назначен президентом мануфактур-коллегии, а 23 июля того же года к присутствованию в Правительствующем Сенате, в 4-м департаменте, с оставлением президентом Мануфактур-коллегии и с производством в тайные советники. 
В сентябре 1800 года перемещён к присутствованию по 2-м департаменте Сената и назначен казначеем капитула российских орденов и почётным опекуном Санкт-Петербургского опекунского совета.
В 1801 году он был уволен для излечения болезни на год от должности, с сохранением содержания.
В апреле 1811 года высочайшим указом было ему поручено освидетельствовать на месте наиболее значительные фабрики и заводы в империи с целью изыскания мер к усовершенствованию и развитию мер русской мануфактурной промышленности. В 1817 году переведён в Москву для присутствования в тамошних департаментах Сената, где и скончался 65 лет от роду.

## Награды
- Орден Святого Владимира 4-й степени (31 октября 1796)[1]
- Орден Святого Иоанна Иерусалимского почётный командорский крест (1 января 1801)[1]
- Орден Святой Анны 1-й степени (15 сентября 1801)[1]
- Орден Святого Александра Невского (6 февраля 1812)[2]